# Karl Magen

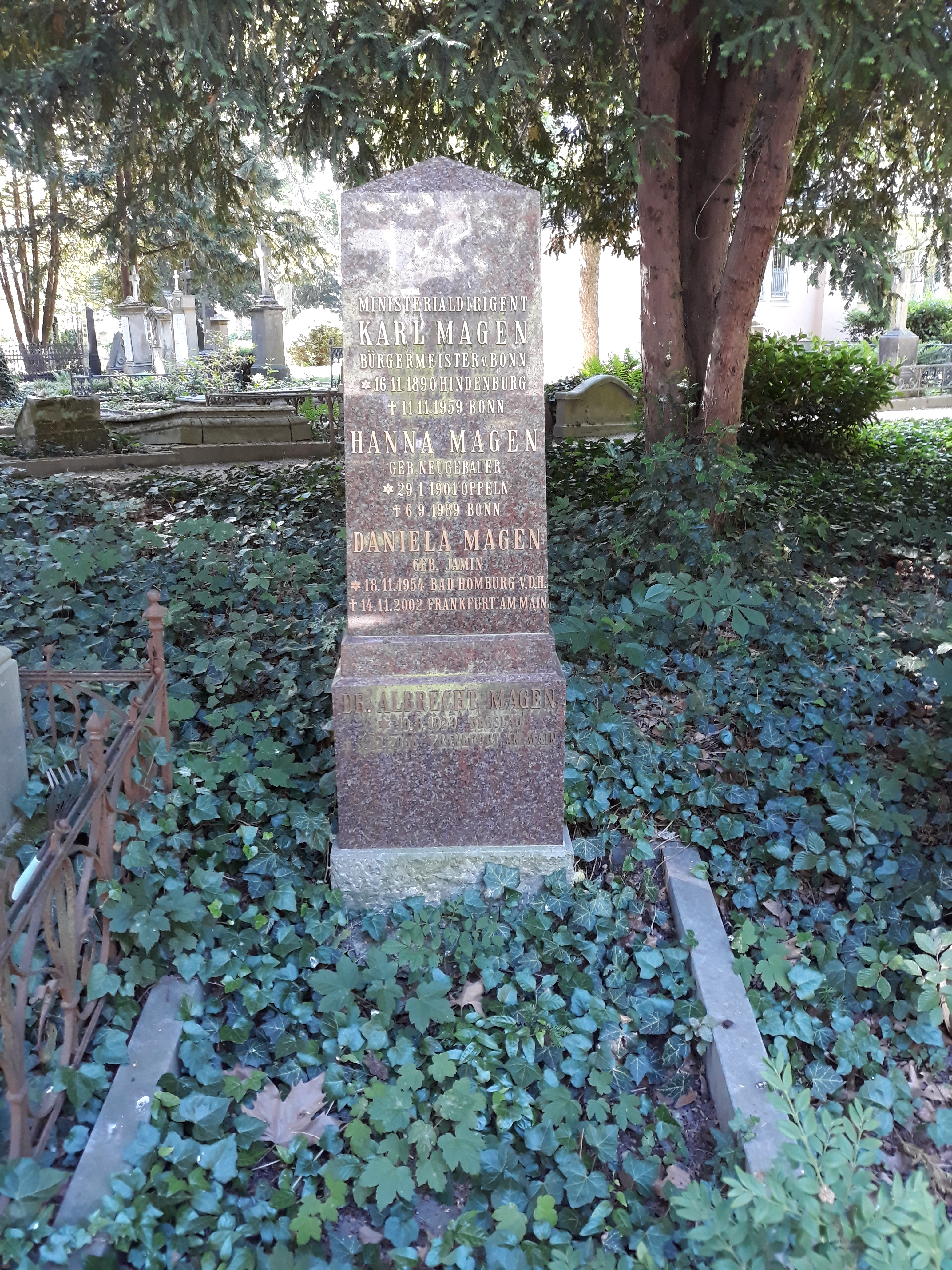
Das Grab von Karl Magen und seiner Ehefrau Hanna im Familiengrab auf dem Alten Friedhof Bonn.

Karl Magen (* 16. November 1890 in Klein-Zabrze; † 11. November 1959 in Bonn) war ein deutscher Politiker der CDU, Abgeordneter des Thüringer Landtags und nach seiner Flucht aus der DDR ehrenamtlicher Bürgermeister von Bonn.

## Leben

### Jugend bis Kriegsende 1945
Nach dem Ablegen des Abiturs studierte Magen zwischen 1909 und 1912 Rechtswissenschaften an den Universitäten in Jena und Breslau. Das Studium schloss er mit der ersten Staatsprüfung am 24. Juni 1912 ab. Sein Referendariat wurde durch den Kriegsdienst unterbrochen, an der zwischen 1914 und 1918 als Leutnant der Reserve teilnahm. Am 20. Dezember 1919 konnte Magen schließlich seine zweite juristische Staatsprüfung ablegen. Anschließend war er zunächst als Assessor, später als Landgerichtsrat in Schlesien tätig. Am 1. Juli 1922 erhielt Magen eine Stellung am Landgericht Oppeln, ab dem 1. Juni 1924 war er zusätzlich auch am Amtsgericht Oppeln als Amtsgerichtsrat tätig. Zum 1. Oktober 1928 wurde Magen zum Hilfsrichter am Oberlandesgericht Breslau ernannt. Am 1. Juli 1929 folgte auch die Versetzung in den Landgerichtsbezirk Breslau, wo Magen nunmehr als Land- und Amtsgerichtsrat tätig war. Parallel dazu erfolgte am 1. Januar 1930 die Ernennung Magens zum stellvertretenden Vorsitzenden des Arbeitsgerichts Breslau. In der Phase der „Machtergreifung“ der Nationalsozialisten wurde eine unmittelbar bevorstehende Ernennung Magens zum Oberlandesgerichtsrat verhindert und einige Zeit später seine Versetzung in den Ruhestand zum 31. Dezember 1935 mit Hilfe des Reichsbürgergesetzes erzwungen. In der Folge war Magen schweren Schikanen, Zwangsarbeit und Verfolgung ausgesetzt. Einem KZ-Aufenthalt entging er bis Kriegsende durch Untertauchen.

### Thüringer Jahre
Im September 1945 wurde Magen nach Thüringen ausgesiedelt, wo er sich in Erfurt niederließ und dort bis Anfang Oktober 1945 wohnte. Im Rahmen der Neugründung des Thüringer Oberlandesgerichtes in Gera wurde Magen zum 1. Oktober 1945 zum Oberlandesgerichtsrat ernannt. Ab dem 17. Dezember 1945 war Magen zugleich Vizepräsident des OLG Gera. In der Folge profilierte sich Magen politisch in Gera, aber auch landesweit. Am 24. Mai 1946 trat er in die Thüringer CDU ein und vertrat diese wenig später als Stadtverordneter in Gera. Magen wurde Mitglied des geschäftsführenden CDU-Landesvorstandes von Thüringen und ob seiner beruflichen Tätigkeit Vorsitzender des Rechtsausschusses seines CDU-Landesverbandes. Bei den Landtagswahlen am 20. Oktober 1946 zog Magen mit dem Mandat der CDU in das Parlament ein und war später auch einige Zeit Fraktionsvorsitzender der CDU. Wegen der relativ ausgeglichenen Sitzverhältnisse zwischen der SED-Fraktion mit 50 Mandaten und den beiden bürgerlichen Parteien LDP und CDU mit zusammen 47 Mandaten kam es im Thüringer Landtag immer wieder zu Schlagabtauschen und Gesetzesverabschiedungen, die den Vorstellungen des Parteivorstandes der SED in Berlin sowie auch teilweise der SMAD zuwiderliefen. So entwickelte sich zum Beispiel in Thüringen eine sehr rechtsstaatliche Verwaltungsgerichtsbarkeit, deren Rechtsprechung durch das OVG Jena zonenübergreifend als vorbildhaft angesehen wurde. Als Fraktionsvorsitzender der bürgerlichen CDU stand Magen besonders im Fokus der SED-Führung und der SMAD, die im Mai 1948 auch die Entfernung Magens aus der Stellung als OLG-Vizepräsident wegen seiner aggressiven und reaktionären Haltung im Landtag veranlasste. Landesjustizminister Helmut R. Külz (LDP), der Sohn von Wilhelm Külz, protestierte vergeblich gegen die Entlassung von Magen durch die SMAD und trat am 9. April 1948 selbst vom Amt zurück. Am 4. Juni 1948 kulminierte das Geschehen um Magen in der 42. Sitzung des Thüringer Landtags. Anlass war der Antrag der SED-Fraktion das Gesetz zur Verwaltungsgerichtsbarkeit betreffend. Damit sollte das bis dahin bestehende OVG Jena faktisch aufgelöst und wichtige rechtsstaatliche Eckpfeiler wie z. B. die richterliche Unabhängigkeit ausgehebelt werden. Magen bestritt dabei in seiner Rede unter anderem, das die SED-Politik eine Mehrheit in der Bevölkerung habe.
»Ich möchte mir in diesem Zusammenhang nicht versagen, die Frage aufzuwerfen, ob die jeweilige Landtagsmehrheit auch wirklich die Mehrheit der Bevölkerung darstellt. Ja, ich möchte mir sogar die Frage erlauben, ob die jeweilige Landtagmehrheit auch wirklich die innere Überzeugung der Mitglieder dieses Hauses darstellt. Ich möchte nur die Begriffe Fraktionszwang und Parteidisziplin nennen«
Im weiteren Redeverlauf  artikulierte Magen ein klares Nein seiner Fraktion zu diesem Gesetzesentwurf, ließ auch seine Absetzung als OLG-Vizepräsident als „Unrecht einer von der Staatsgewalt gelenkten Justiz« nicht unerwähnt und warnte letzten Endes die SED-Fraktion davor »die Rechtspflege zu einem Instrument zu erniedrigen, das lediglich den Willen einer parlamentarischen Mehrheit zu vollstrecken hat“. Als nach Magens Rede der LDP-Abgeordnete Mehnert ohne weitere Diskussion des Gesetzesentwurfs eine Antrag auf Übergang zur Tagesordnung stellte, war der Affront perfekt. Um über diesen Antrag nicht abstimmen zu müssen, verließ die SED-Fraktion geschlossen den Saal und die Sitzung wurde letztendlich geschlossen.
Der Gesetzesentwurf wurde erst einige Monate später im Landtag verabschiedet. Magen wurde nach dieser Landtagssitzung  gewarnt, dass er schnell fliehen solle, andernfalls drohe seine Verhaftung. Daraufhin setzte er sich zunächst nach West-Berlin ab, von wo aus er am 28. Juni 1948 einen Antrag auf Entlassung aus dem thüringischen Justizdienst stellte. Diesem Antrag wurde am 30. Juli 1948 mit einer förmlichen Entlassung entsprochen.

### Aufstieg in der Bundesrepublik
Bereits kurz darauf konnte Magen in Hessen Fuß fassen, wo er am 16. August 1948 als Justitiar im Range eines Ministerialrates bei der Verwaltung für Finanzen des Vereinigten Wirtschaftsgebietes in Frankfurt am Main angestellt wurde. In gleicher Funktion wirkte er ab Mai 1949 in Bonn im sich aufstellenden Bundesfinanzministerium. Im Dezember 1949 gehörte Magen zu den Gründungsmitgliedern des Königsteiner Kreises, in dessen Vorstand er lange Jahre saß. Im Herbst 1952 zog Magen wieder nach Berlin, wo er nunmehr als Ministerialdirigent Leiter der auch als Berliner Abteilung bekannten Abteilung II des Bundesministeriums für gesamtdeutsche Fragen und zugleich stellvertretender Bundesbevollmächtigter war. Nach Eintritt in den Ruhestand, der am 30. November 1955 erfolgte, zog Magen wieder nach Bonn zurück. Er trat nochmals in die politische Verantwortung, indem er sich 1956 für die CDU in den Bonner Stadtrat wählen ließ. Dieser wählte ihn zum 2. Bürgermeister. Dieses Amt hatte Magen bis zu seinem Tod am 11. November 1959 inne.